# Матвичук, Ричард
Ричард Матвичук (англ. Richard Matvichuk, род. 5 февраля 1973, Эдмонтон) — канадский хоккеист, игравший на позиции защитника. Играл за сборную команду Канады.
Обладатель Кубка Стэнли. Провел более 900 матчей в Национальной хоккейной лиге.

## Игровая карьера
Хоккейную карьеру начал в 1989 году в ЗХЛ.
В 1991 был избран на драфте НХЛ под 8-м общим номером командой «Миннесота Норт-Старз».
В течение профессиональной клубной игровой карьеры, продолжавшейся 17 лет, защищал цвета команд «Миннесота Норт-Старз», «Даллас Старз» и «Нью-Джерси Девилз».
Всего провел 919 матчей в НХЛ, включая 123 игры плей-офф Кубка Стэнли.
Был игроком молодежной сборной Канады, в составе которой участвовал в 4 играх. Выступал за национальную сборную Канады, провел 7 игр в ее составе.

## Тренерская карьера
С мая 2012 года работал с клубом Центральной хоккейной лиги «Аллен Американс». 12 июня 2014 года заключил контракт с клубом «Миссури Маверикс» (СХЛ).

## Награды и достижения
- Билл Хантер Мемориал Трофи (ЗХЛ) - 1992.
- Обладатель Кубка Стэнли в составе «Даллас Старз» - 1999.